# NGC 6833
NGC 6833 (другое обозначение — PK 82+11.1) — планетарная туманность в созвездии Лебедь.
Этот объект входит в число перечисленных в оригинальной редакции «Нового общего каталога».